# Matheus Biteco
Matheus Bitencourt da Silva, mais conhecido como Matheus Biteco (Porto Alegre, 28 de junho de 1995 – La Unión, 28 de novembro de 2016), foi um futebolista brasileiro que atuava como volante. Sua última atuação foi pela Chapecoense, faleceu no Trágico Acidente Aéreo da Delegação Chapecoense. Era irmão do também jogador Guilherme Biteco.

## Carreira

### Categorias de base
Matheus, assim como seus irmãos Guilherme e Gabriel Biteco, começou a carreira de futebolista nas escolinhas do Grêmio de Porto Alegre. De família humilde, moradores da Zona Norte da capital gaúcha, Matheus foi descoberto junto com o irmão mais velho Guilherme Biteco, na época com sete e cinco anos, enquanto jogavam futebol de salão em uma quadra da cidade. Foi um olheiro do Grêmio que abordou Jorceli, pai dos meninos, e os convidou para fazer um teste no clube. Dois dias depois tinham sido aprovados e já treinavam em uma escolinha do Tricolor Gaúcho. Com dificuldades financeiras, os pais do garoto tinham dificuldades de mantê-los treinando, mas recebiam ajudas externas, como do ex-jogador do Grêmio e irmão do craque Ronaldinho Gaúcho, Assis. Também, o pai de Matheus recebeu ajuda da ex-patroa Carmem, proprietária da famosa casa noturna de Porto Alegre, Tia Carmem, ela o apresentou ao empresário Jorge Machado, que começou a gerir a carreira dos filhos do senhor Jorceli, bem como auxiliar financeiramente toda a família. Matheus passou por todas as categorias de base do Grêmio até 2013, inclusive sendo convocado para seleções de base.

### Grêmio
A primeira vez que foi relacionado como profissional foi em 2013, pelo time B do Grêmio treinado por Marcelo Mabília, que disputou as primeiras partidas do Gauchão daquele ano. Estava no banco durante a derrota gremista por 2–1 para o Canoas, mas não chegou a atuar. Sua estreia como profissional veio na partida seguinte, contra o São Luiz de Ijuí no Estádio 19 de Outubro. O Grêmio B foi goleado por 4–0, Matheus entrou aos 16 minutos do segundo tempo, 5 minutos depois recebeu cartão amarelo. Em 2013 Matheus foi relacionado para 7 jogos do Gauchão 2013 (atuou em seis), dezoito jogos do Brasileirão 2013 (atuou em onze) e quatro jogos da Copa do Brasil 2013 (atuou em um), neste ano recebeu um cartão amarelo e um vermelho, não marcou nenhum gol.
Em 2014 foi integrado definitivamente ao grupo profissional do Grêmio comandado na época por Enderson Moreira, disputando uma vaga como volante com Ramiro e Riveros. Durante 2014 foi relacionado para 5 jogos do Gauchão 2014 (atuou em dois), 26 jogos do Brasileirão 2014 (atuou em dezoito) e um jogo da Copa do Brasil 2014 (atuou em um). Neste ano recebeu quatro cartões amarelos, nenhum vermelho e não marcou nenhum gol.
Em dezembro de 2014, o Grêmio vendeu parte dos direitos do jogador ao grupo ROGON Sportmanagement GmbH & Co. KG, parceiro do empresário do atleta Matheus, Jorge Machado. O mesmo grupo que é dono do passe do irmão de Matheus, Guilherme, a partir disto passou a deter a maior parte dos direitos do jogador. Neste período chegou a ser cogitada a possibilidade do jogador defender o Flamengo em 2015, para saldar uma dívida do Grêmio, o que acabou não se concretizando.
Os novos donos do passe do passe do atleta decidiram deixá-lo por empréstimo no Grêmio a fim de que o atleta conquiste mais maturidade e se valorize para conquistar uma melhor negociação quando for para a Europa. Logo após a assinatura do contrato o atleta foi para a Alemanha tratar de uma pubalgia que já o incomodava há algum tempo.
Após o tratamento na Alemanha, Matheus retornou ao Grêmio curado da pubalgia no início de abril de 2015. O grupo Rogon Sportmanagement registou o atleta no Barra FC (É onde os empresários da ROGON Sportmanagement GmbH & Co. KG registram seus atletas no Brasil) e depois o emprestou ao Tricolor Gaúcho até o final do ano de 2015. O grupo de investidores acreditou que o Grêmio era o melhor lugar para o atleta jogar a temporada pelo fato de ainda estar em processo de formação e ter grande familiaridade com o clube. O atleta não disputou o Gauchão, mas ficou a disposição para o Brasileirão e a Copa do Brasil. O contrato de empréstimo para o Grêmio tem duração até dezembro de 2015.

### Seleção Brasileira
Matheus Biteco atuou na campeonato Torneio Internacional de Toulon de 2014, sendo campeão com a seleção brasileira atuando como capitão.

## Morte
Matheus Biteco foi uma das vítimas fatais da queda do voo 2933 da LaMia, em 29 de novembro de 2016 que vitimou 71 pessoas. A aeronave transportava a equipe da Chapecoense para Medellín, onde disputaria a primeira partida da final da Copa Sul-Americana de 2016. Além da equipe da Chapecoense, a aeronave também levava 21 jornalistas brasileiros que cobririam a partida contra o Atlético Nacional (COL).
Em fevereiro de 2018, a Câmara Municipal de Porto Alegre aprovou a concessão in memoriam do título de Cidadão Emérito de Porto Alegre a Matheus Biteco.

## Títulos

### Chapecoense
- Copa Sul-Americana: 2016[10]

### Seleção Brasileira Sub-20
- Torneio Internacional de Toulon: 2013
- Torneio Internacional de COTIF: 2014